# Động đất Ishikawa 2022
Động đất Ishikawa 2022 (石川県地震 Ishikawa-ken jishin) là trận động đất xảy ra lúc 15:08 (JST), ngày 19 tháng 6 năm 2022. Trận động đất có cường độ 5.4 richter, tâm chấn độ sâu khoảng 13 km. Không có cảnh báo sóng thần cho trận động đất này. Hậu quả trận động đất đã làm 7 người bị thương.